# Medionidus simpsonianus
Medionidus simpsonianus är en musselart som beskrevs av Walker 1905. Medionidus simpsonianus ingår i släktet Medionidus och familjen målarmusslor. IUCN kategoriserar arten globalt som akut hotad. Inga underarter finns listade i Catalogue of Life.